# Municipio de Gowrie
El municipio de Gowrie (en inglés: Gowrie Township) es un municipio ubicado en el condado de Webster en el estado estadounidense de Iowa. En el año 2010 tenía una población de 1098 habitantes y una densidad poblacional de 11,83 personas por km².

## Geografía
El municipio de Gowrie se encuentra ubicado en las coordenadas 42°15′10″N 94°20′22″O / 42.25278, -94.33944. Según la Oficina del Censo de los Estados Unidos, el municipio tiene una superficie total de 92.79 km², de la cual 92,79 km² corresponden a tierra firme y (0 %) 0 km² es agua.

## Demografía
Según el censo de 2010, había 1098 personas residiendo en el municipio de Gowrie. La densidad de población era de 11,83 hab./km². De los 1098 habitantes, el municipio de Gowrie estaba compuesto por el 97,09 % blancos, el 1,55 % eran afroamericanos, el 0,09 % eran amerindios, el 0,18 % eran asiáticos, el 0,18 % eran de otras razas y el 0,91 % eran de una mezcla de razas. Del total de la población el 1,55 % eran hispanos o latinos de cualquier raza.